# Królowa niewolników
Królowa niewolników (tyt. oryg. Crown of Slaves) – powieść science fiction powstała we współpracy amerykańskich pisarzy Davida Webera i Erica Flinta, wydana po raz pierwszy w 2003 roku nakładem Baen Books. Powieść została wydana w Polsce w roku 2005 przez Dom Wydawniczy Rebis.
Akcja Królowej niewolników rozgrywa się w tym samym uniwersum, co powieści Davida Webera o Honor Harrington. Powieść jest kontynuacją opowiadania Erica Flinta pt.  Góral ze zbioru Nie tylko Honor. Wydarzenia książki dzieją się między powieściami Popioły zwycięstwa a Wojna Honor z cyklu o Honor Harrington i wprowadzają Równanie jako antagonistę serii.

## Fabuła
Nowy rząd Manticore, pod przywództwem konserwatywnego lorda High Ridge, traktuje z wyższością i niechęcią innych członków Sojuszu, co przeszkadza jednemu z nich, Republice Erewhon. W nadziei załagodzenia sytuacji, królowa wysyła do Republiki grupę swoich reprezentantów, którym przewodzi agent wywiadu Anton Zilwicki. Sytuacja na planecie jest złożona. Ambasada Republiki Haven, poprzez jej agentów Kevina Ushera i Victora Cachata, stara się przekonać Erewhon do zerwania sojuszu z Manticore. Niedawne morderstwo wysoko postawionego urzędnika powoduje zamęt wśród rządu. Liga Solarna, do której jeszcze przed kilkunastoma laty należał Erewhon, chce, aby Republika z powrotem do niego dołączyła. Były mąż matki jednej z członkiń delegacji planuje jej porwanie. Do tego w pobliżu znajduje się Verdant Vista, gdzie miliony niewolników genetycznych pracują dzień i noc w niedopuszczalnych warunkach. Balet, organizacja walcząca o wyzwolenie niewolników, również działa na Erewhonie, próbując pozyskać siły do wyzwolenia planety.

## Postaci
- Anton Zilwicki – były pracownik stoczni Manticore, obecnie agent wywiadu marynarki Gwiezdnego Królestwa. Po wydarzeniach Górala stał się znany w Gwiezdnym Królestwie jako ichni odpowiednik Jamesa Bonda, co sam uważa za utrudnienie w swojej pracy. Wnikliwy analityk. Z wyglądu jest niski, ale krępy i muskularny.
- Victor Cachat – agent wywiadu Republiki Haven, za Ludowej Republiki agent Służby Bezpieczeństwa. Uzdolniony improwizator. Możliwe, że posiada jakąś formę osobowości dyssocjalnej, jednak opis w powieści nie daje pewności. Określa to „ciemną stroną” i stara się z tym walczyć. Opisywany jako drobny, blady i ciemnowłosy.
- Jeremy X – były niewolnik Manpower, obecnie przywódca organizacji terrorystycznej Balet, walczącej o wyzwolenie niewolników. Został wyprodukowany jako część jeden z niewolników tworzonych masowo przez Manpower metodą klonowania i inżynierii genetycznej. Jego ulubioną bronią jest para pistoletów.
- Thandi Palane – major Korpusu Marines Ligi Solarnej, przywódczyni oddziału Amazonek. Pochodzi z planety Ndebele, której założyciele prowadzili intensywny program tworzenia superżołnierzy. Obecnie przewodzi tajnemu oddziałowi sektora Maya Ligi Solarnej. Jest wyjątkowo wysoką, czarnoskórą kobietą o białych włosach.
- Ruth Winton – adoptowana bratanica królowej Manticore, córka Judith Templeton[3]. Jako adoptowana, nie ma możliwości odziedziczenia tronu Królestwa, a jej traktowanie jako arystokratki nie podoba się części szlachty Manticore. Dołącza do delegacji na Erewhon jako przedstawicielka Królowej i z nadzieją na rozpoczęcie służby w wywiadzie Królestwa. Jest średniego wzrostu blondynką.
- Berry Zilwicki – jedno z trojga dzieci Antona, adoptowane wraz z jej bratem Larsem po wydarzeniach Górala. Pochodzi z Chicago na Ziemi, gdzie przez długi czas żyła w kanałach. Obecnie dorasta, starając się zdecydować, co chce robić w życiu. Jest ciemnowłosą dziewczyną o śniadej skórze.
- Luis Rozsak – major, dowódca sił zbrojnych Ligi Solarnej w sektorze Maya, części Ligi Solarnej najbliższej Erewhonowi. Wraz ze swoim przyjacielem, gubernatorem sektora, tworzy plan mający na celu zapewnienie stabilności i suwerenności sektora. Bezlitosny zabójca, ale też uzdolniony kucharz[2].

## Miejsca
- Republika Erewhonu – państwo zajmujące jeden system planetarny, posiadające wormhole junction, bezpośrednie połączenie z kilkoma innymi planetami. Były członek Ligi Solarnej, odłączyło się od niej, przy przystać do Sojuszu i stawić czoła agresji Ludowej Republiki Haven. Sam Erewhon został skolonizowany przez rodziny gangsterskie uciekające z Ziemi, co jest znacznym elementem tożsamości narodowej mieszkańców republiki.
- Verdant Vista – planeta w systemie Congo, nazywana też Congo lub Elysium. W całości jest własnością jednej z korporacji farmaceutycznych Mesy. Ma klimat deszczowo-równikowy, a rosnące na niej rośliny wytwarzają surowce używane w kilkunastu różnych lekach, których hodowla jest możliwa tylko na tej planecie. Przy ich eksploatacji na Verdant Vista pracują miliony niewolników.